# Carex boelckeiana
Carex boelckeiana là một loài thực vật có hoa trong họ Cói. Loài này được Barros mô tả khoa học đầu tiên năm 1969.